# بوبي سميث (لاعب كرة قدم مواليد 1953)
بوبي سميث (بالإنجليزية: Bobby Smith)‏ هو لاعب كرة قدم بريطاني في مركز ظهير ‏، ولد في 21 ديسمبر 1953 في Dalkeith ‏ في المملكة المتحدة، وتوفي في 22 فبراير 2010 في إدنبرة في المملكة المتحدة بسبب سرطان. لعب مع بيرويك راينجرز ودونفرملين أثلتيك وليستر سيتي ونادي بارتيك ثيسل ونادي بيتربورو يونايتد ونادي هيبرنيان.